# Дюпся
Дюпся (якут. Дүпсүн) — село на востоке Усть-Алданского улуса Якутии, центр Дюпсюнского наслега. Расположено между аласами, расстояние до улусного центра села Борогонцы — 56 км.
Село основано в 1930 году. Основной пищевой центр. За селом закреплено 1125 га земель, в том числе 716 га сельскохозяйственных угодий (преобладают пастбища — 60 %, сенокосы — 40 %), 137 га — под болотами, под водой — 154 га, 69 га — под постройками и индивидуальными участками.

## Климат
Характерны резкие перепады температуры между зимним (−48 °C) и летним периодами (+40 °C).

## Население
| 1989 | 2002  | 2010  | 2021  |
| ---- | ----- | ----- | ----- |
| 1300 | ↘1062 | ↗1177 | ↘1031 |

Национальный состав
Население села Дюпся составляют в основном якуты (99,9 %).

## Экономика
Является поселением скотоводческо-земледельческого производственно-функционального типа. В селе расположены центральная усадьба совхоза «Дюпсюнский», Дюпсинская коневодческая база. Основные производства — мясо-молочное скотоводство, мясное табунное коневодство. Открыт надомный участок Борогонского гранильного завода.
В селе действует мебельное производство, организованное местным предпринимателем. Его продукция участвовала и побеждала в выставках «Мебель Якутии», она пользуется спросом в улусе.
В 2007 году в Дюпся строились больница на 20 коек и водовод «Хачатыма — Бяди — Дюпся» длиной 20 км с 3 насосными станциями. Водовод должен обеспечивать орошение земель и снабжать местных жителей питьевой водой.
Имеются месторождение угля и урана.

## Культура и образование
В Дюпся действуют Дом культуры, средняя общеобразовательная школа, детский сад, учреждения здравоохранения.
В Дюпсюнской средней школе, расположенной в каменном двухэтажном здании, обучается около 200 учеников. При школе есть интернат на 25 мест и два музея — краеведческий и музей космонавтики и авиации.